# Ecomuseo del Tesino
L'Ecomuseo del Tesino si trova nella conca del Tesino, sul confine tra Trentino-Alto Adige e Veneto. L'ecomuseo può vantare tra le sue strutture museali e naturalistiche: il Museo casa De Gasperi, il Museo delle stampe, la grotte di Castello Tesino e molti altri siti di interesse culturale.
L'ecomuseo nasce per volontà dei tre paesi della Conca: Castello Tesino, Cinte Tesino e Pieve Tesino per conservare intatte le tradizioni folkloristiche e naturalistiche che sono parte di queste 
Comunità.

## Castello Tesino
Castello Tesino è il paese più grande dei tre della Conca del Tesino, si trova a 871 m s.l.m., ed è ricco di luoghi di interesse storico, culturale e naturalistico. Sono infatti presenti numerose chiese, alcune grotte, importanti a causa delle dimensioni e delle rocce presenti, un osservatorio astronomico e molti altri luoghi di interesse culturale. 
I centri del Tesino sono ricchi di edifici storici importanti, costruiti nel corso dei secoli. Solo pochi tuttavia sono pervenuti intatti a causa dei numerosi incendi che divamparono e che ne distrussero la maggior parte. Anche la prima guerra mondiale ebbe un importante rilievo nella distruzione degli abitati: i paesani andarono profughi in Italia e i bombardamenti distrussero le loro case. Oggi è supersite solo il quartiere di Terrasanta che offre una testimonianza della vita in precedenza allo scontro mondiale.

### Storia
I primi insediamenti a Castello Tesino risalgono al V sec. a.C., sono state infatti riscoperte dalla PAT fra il 1977 ed il 1979, due cavità abitative nella roccia , uno dei pochi esempi nel contesto alpino. Castello Tesino era inoltre un centro di contadini durante l'età romana e il medioevo, facendo da mediatore tra veneti e reti, pianura e montagna.
Gli edifici più caratteristici del paese sono le case che richiamano le antiche tradizioni agresti degli abitanti, non sono rari gli edifici in pietra e gli abbaini sporgenti per la raccolta del fieno, così come sono comuni i masi e le malghe sparse per la campagna e per le montagne. Gli edifici più imponenti del paese sono le 6 chiese e le varie architetture a scopo civile.

### Palazzo Gallo
Palazzo Gallo è uno degli edifici più antichi della città, esso risale al 1670 ed è stato costruito dall'omonima famiglia, la quale si era dedicata assieme a parte degli abitanti alla vendita di pietra focaia per archibugi. La valle del Tesino era ricca di selce e il commercio dei perteganti portò queste pietre focaie in Italia, Germania, Polonia, Ungheria, e Russia, tuttavia a causa della concorrenza spagnola furono costretti a dedicarsi a nuove forma di commercio, cioè la vendita delle stampe. In seguito il palazzo venne usato per vari scopi: dal 1840 al 1929 fu sede del municipio e della canonica. Fino all'agosto del 1803 fu anche sede del giurisdicente asburgico del Tesino e dal 1919 fu sede della regia pretura italiana. All'edificio si accede da un elegante portone, ai lati del quale si trovano due finestrelle con grate che sono chiamate “volto dei pomi” perché vennero utilizzate come prigione. La planimetria è rimasta invariata, così come il sobrio stile d'influsso romanico. Oggi il piano terra funge ancora da magazzino mentre al primo piano viene ospitato il Centro di Documentazione del Lavoro dei Boschi.. Nelle sale del palazzo è possibile inoltre visitare una mostra permanente riguardante il lavoro del forestale e del boscaiolo, sono infatti presenti roncole, asce e arnesi utili in questa professione.

### Centro flora e fauna
A Castello Tesino, in località Le Parti è presente il Centro della Flora e della Fauna, o Museo del legno che è raggiungibile dal paese svolgendo delle comode passeggiate per la natura circostante. Il museo propone una ricostruzione degli ambienti alpini focalizzando la propria attenzione sulla flora e la fauna dell'ambiente d'alta montagna. Il museo è visitabile facilmente grazie alle dettagliate descrizioni che accompagnano il visitatore attraverso l'esposizione. In questo modo si possono apprezzare maggiormente gli animali di montagna, quelli dei laghi alpini, i rettili, i minerali, gli insetti ed infine le farfalle. I volontari del museo hanno ricostruito la grotta dell'Orso Speleo, che rappresenta una sezione dell'esposizione. Il museo è attorniato da un parco, dove sono presenti molti alberi tipici del Trentino e varie specie floreali.

### Architetture religiose
Per quanto riguarda le chiese, il comune di Castello Tesino ne può vantare ben sei:
- La chiesa di San Ippolito, edificata nel 1436, si distingue per la facciata a capanna e per il campanile a base quadrata. Presenta una sola navata completamente affrescata ed un soffitto ligneo risalente al ‘700. I dipinti più importanti sono la Santissima Trinità e l'Ultima cena, in cui Giuda Iscariota è rappresentato con un diavolo che gli esce dalla bocca. Questo elemento è chiaramente riconducibile all'analfabetismo medioevale che rendeva necessari un'iconografia molto accentuata.

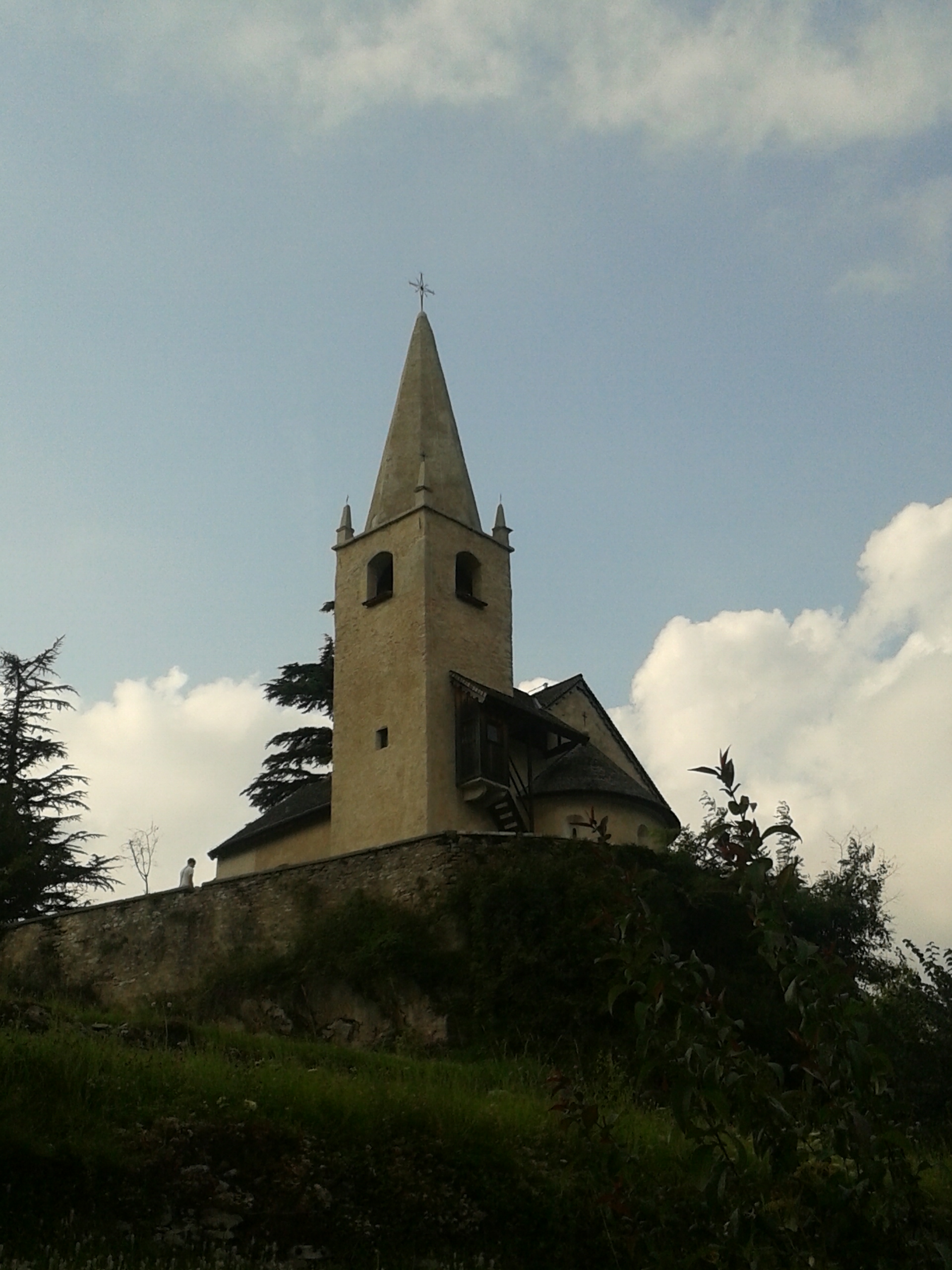
Chiesa di Sant'Ippolito

- Chiesa di San Giorgio, risalente al periodo delle prime crociate, viene edificata attorno al 1103 e venne riedificata 7 volte, l'ultima delle quali nel 1931. Si colloca sopra la piazza di S. Giorgio è in stile neogotico come si può vedere dal portale e dal rosone che rappresenta S. Giorgio, la Guerra e la Pace. Il campanile è a base quadrata con una cuspide esagonale. La chiesa è suddivisa da 3 navate, con una quarta aggiunta di recente, sono decorate dal ciclo della vita di San Francesco e dalla Via Crucis.
- Chiesa della Madonna delle Grazie, detta ‘della Torricella’ a causa dell'alto campanile, è famosa in particolare per i miracoli che sarebbero avvenuti dal 1602. È costituita da un'unica navata, da un altare ligneo barocco e dall'immagine, a cui si attribuiscono i miracoli, di una Madonna con Bambino e Santi. Questa immagine probabilmente del 1521, era stata dipinta su una parete esterna di un altro edificio e solo in seguito posizionata nella chiesa. Questa ospita manifestazioni culturali prevalentemente nel periodo estivo.
- Chiesa di San Rocco: edificata attorno alla fine del 1400 come voto in quanto la popolazione era stata salvata dalla peste che aveva investito il Tesino nel 1479. Questa chiesa è posta sulla cima del Colle di San Rocco.

### Frazione Coronini
Del comune di Castello Tesino fa parte la frazione Coronini a circa 7 km di distanza, poco sopra la località della Cascatella o Acopan. Nella frazione sono presenti poche case disposte sulle pendici del Monta Agaro che mantengono le caratteristiche della vita rurale. Sono presenti la chiesa dei Coronini e la chiesa della Madonna del Colle e tutto il territorio è inoltre disseminato di capitelli e crocefissi votivi. 
In questa località è presente il caratteristico “ponte romano” sul torrente Guernana, formato per metà da un arco a tutto sesto e per metà da un arco di forma ogivale. Si ritiene che la Via Claudia Augusta passasse proprio in corrispondenza di questa frazione.

### Malghe
In ambito alpino invece sono visibili numerose malghe, utilizzate in passato ed ancora oggi per la pastorizia. Nei tempi di massimo splendore infatti si potevano contare fino a 100000 capi di ovini. Le malghe si posizionano sul versante soleggiato del Lagorai, di cui la più importante è il ‘barco’ in pietra con copertura in ‘scandole’ di Cima d'Asta, destinato al ricovero del bestiame, affiancata la ‘caselo’ in pietra. Le altre malghe sono: Agaro, Beneì, Calmandrino, Cavallara, Coazzo, Colmandro, Marande, Orena, Socede, Sternozzena, Val Fontane, Val Tolvà, Viosa e Zanca. Nella zona sono inoltre presenti 2 mulini, uno a Ronco e un mulino/segheria/fucina a Senaiga al confine con Lamon.
I luoghi di maggior importanza su cui dirigere una escursione sono: la Cascatella, I Camarzi, le grotte di Castello Tesino, Palon della Cavallare, Passo Brocon e Cima d'Asta.

## Cinte Tesino
Cinte Tesino è il paese più piccolo della Conca del Tesino, si trova a 851 m s.l.m. e si colloca sul ripiano morenico alle pendici del Monte Mezza.

### Storia
Le sue origini sono collocabili alla costruzione della Via Claudia Augusta Altinate nel I sec d.C. quando i soldati romani vi avevano costruito un insediamento per controllarla. Il paese è stato colpito da svariati incendi nel corso della storia, l'ultimo del quali nel 1876 il quale ha raso al suolo l'abitato ed anche dalla prima guerra mondiale. È per questo che oggi si affiancano tra di loro edifici recenti intonacati con colori brillati. Un unico edificio è rimasto superstite ai secoli ed è posizionato al centro del paese.

### Strutture culturali
Nel territorio di Cinte Tesino sono presenti edifici rurali, come stalle e fienili, costruiti per la maggior parte in pietra. Sulle montagne invece sono presenti svariate malghe che, pur mantenendo inalterate l'apparenza, oggi fungono da agriturismi. Questi edifici sono presenti in località come: Spiado, Celado, Fradea, Malede-Telvagola e Montemezza. Le malghe sono costruite con ‘casara’ e stalla al piano terra e fienile nel sottotetto. Il tetto era formato in precedenza di ‘scandole’ che ora sono state sostituite da lamiera. 
In paese è presente la “Casa del Moleta”, un'esposizione in cui è possibile osservare la strumentazione dell'arrotino e degli ambulanti. 
Sono inoltre presenti un arboreto, un'area floristica e un'area venatoria in cui i responsabile del MUSE (Museo delle Scienze di Trento) eseguono la cattura degli uccelli per l'inallenamento.

### Chiesa
La chiesa di Cinte Tesino è dedicata a San Lorenzo e risale agli inizi del XV secolo. Distrutta da un incendio, venne ricostruita nel 1876. Presenta la facciata in pietra bianca e l'alto campanile. L'interno è decorato di stucchi e dalle statue di San Lorenzo e Santo Stefano.

## Pieve Tesino
Pieve Tesino si colloca a 843 m s. m. l. ed è famoso per essere stato il luogo di nascita di Alcide De Gasperi, il famoso statista.
Il paese poggia su un vari ripiani rocciosi, su cui vennero costruiti imponenti edifici, i quali appartenevano ai 4 ‘colmelli’: di Riba, Broccati, Angara e Grotto. Oggi questi edifici formano un agglomerato rimasto immutato negli anni. La Piazza Maggiore è il centro del paese e qui si possono vedere elementi architettonici di epoche differenti tra loro: dal porticato del vecchio municipio risalente al ‘400, luogo di riunione dei capifamiglia, alle case in ‘salesà’ che vanno dal XIII al XIX secolo, di cui le più importanti sono Casa Pellizzaro - Carestia, Casa Botte, villa Rizzà e Avanzo Marchi, infine nel centro si trova la Casa Marchetto, edificio che era di proprietà di un venditore si stampe, che oggi è diventato il Museo per Via, un museo dedicato a questa professione.

### Museo casa De Gasperi
Dal 2006 esiste il Museo casa De Gasperi, il quale permette al visitatore di rievocare momenti topici nella vita dello statista, di informarsi sul personaggio e di approfondire il suo operato mediante laboratori tematici proposti dalla struttura.
Un altro elemento di pregio per il paese si trova in via Rovigo ed è il “Centro Studi Alpino “Alcide De Gasperi” dell'Univeristà degli Studi della Tuscia” di Viterbo. Questa struttura offre la possibilità a molti ricercatori di università italiane ed europee di approfondire tematiche scientifico-ambientali e non solo. Il centro ha fatto sorgere un arboreto, che permette ai visitatori di percorrere un sentiero che si addentra tra piante di diverso tipo, tipiche della zona.

### Villa Daziaro
All'uscita dal paese si trova Villa Daziaro, la quale, assieme a Palazzo Gallo di Castello Tesino, simboleggia il momento in cui la popolazione ha abbandonato la vita agreste per dedicarsi ad attività di tipo commerciale. Giuseppe dalle Mule Daziaro fu tra i primi che si dedicò alla vendita delle stampe, dapprima in Valsugana e poi fino in Austria, Russia e Francia. Quest'uomo riuscì a fare fortuna e a costruire questa villa in cui voleva ospitare una scuola di lingue straniere per permettere anche ai suoi compaesani di commerciare con l'estero. La villa ha un importante valore architettonico: essa presenta una torre centrale da cui si diramano due corpi laterali, è contornata da porticati bianchi che risaltano il rosso mattone della struttura, la quale è attorniata da un giardino all'italiana. L'edificio venne ultimato nel 1874 dal figlio Giacomo, il quale aprì due archi panoramici sui lati ed innalzò una torretta centrale in sostituzione della copertura piana tipicamente russa. L'interno della villa si dirama dall'ampio salone centrale al piano terra in cui sono ancora presenti le originarie colonne quadrilobate in larice. Al piano superiore si trovano invece le stanze da letto. Sulla torretta è presente un terrazzo da cui è possibile ammirare la zona circostante. Il parco si struttura attorno all'imponente fontana con aiuole posizionate affinché formino disegni geometrici, graditi ai proprietari. La villa durante la prima guerra mondiale era adibita ad ospedale militare.

### Architetture religiose
Per quanto riguarda le chiese, ne sono presenti 2: la pieve dell'Assunta e la chiesa di San Sebastiano. La pieve dell'Assunta risale al 1184, quando venne consacrata dal vescovo Fontejo di Feltre; è in stile gotico, presenta una pianta tripartita, divisa da colonne di pietra grigia, possiede un importante altare settecentesco in stile barocco, un battistero rinascimentale e molte vetrate istoriate donate dalle famiglie più importanti di Pieve Tesino. 
La chiesa di San Sebastiano è in stile romanico e si trova nel parco della Conca del tesino, risale al 1457 e presenta un'unica navata. Di notevole interesse è l'affresco del Giudizio Universale sul soffitto e la statua di legno della Madonna con Bambino. 
Sono presenti anche numerosi capitelli sparsi per tutto il paese.

### Malghe
Sulle montagne di Pieve sono presenti numerose malghe aperte al pubblico: Malga Cima d'Asta, Capolà, dei Taviani, Vanciotto, Alta, Valcion, Valsorda, Telvagola, Val del Lago, Prà del Capitano, Quarazza e Sorgazza. È presente anche un lago di particolare interesse: il lago di Costa Brunella, a 2000 m di quota, con una superficie di 110000 m2 e una profondità massima di quasi 60 metri. 
A Pieve Tesino è di interesse il biotopo dei Mughi, il Maso Carretta ed il Maso Campagna, la Caverna del Colo, esplorata per la prima volta nel 1890, la quale penetra nella roccia per molti metri è presente l'antro di “Pre Zuan”, l'Antro del Lago e la caverna della Pera. 
Sul monte Silana e nel bacino di Pradellano sono inoltre presenti numerose testimonianze della Grande Guerra. 
A Pieve Tesino è presente, nei prati di Coldanè prima del paese, il campo da golf la Farfalla, che si dirama per le zone circostanti.